# Tyman
Tyman plc. ist ein britisches Unternehmen mit Sitz in London. Es ist ein Anbieter von technischen Fensterkomponenten und Türen für die Bauindustrie. Es ist in drei regionale Geschäftsbereiche aufgeteilt: Nordamerika, Großbritannien und Irland und International. Die Umsatzverteilung im Jahr 2022 war: Nordamerika 66 %, Großbritannien & Irland 14 %, International 16 %.
Der Bereich Nordamerika wird von den Tochterfirmen AmesburyTruth und Bilco beherrscht. AmesburyTruth ist ein Hersteller von Beschlagkomponenten, Profilen und Dichtungen für die Fenster- und Terrassentürindustrie und in diesem Segment Marktführer in den USA. Bilco ist ein Designer und Hersteller von speziellen Zugangsprodukten für private und gewerbliche Anwendungen.
Die Tochterfirmen im Bereich Großbritannien und Irland sind ERA, Zoo and Access 360. ERA entwirft, fertigt und liefert Dekorations- und Sicherheitsbeschläge für Türen und Fenster in Wohngebäuden. Zoo ist Designer und Lieferant von architektonischen Türbeschlägen, vorwiegend für gewerbliche Anwendungen. Access 360 bietet Dach-, Decken-, Wand- und Bodenzugangsprodukte für die gewerbliche Bauindustrie.
Der Bereich International ist ein Anbieter von Beschlägen und Dichtungen für die Tür- und Fensterindustrie und umfasst drei Marken: Giesse, Reguitti und Schlegel.
Das Unternehmen ist an der Londoner Börse gelistet und Teil des FTSE 250 Index.

## Geschichte
Das Unternehmen wurde 1993 als Immobiliendienstleistungsunternehmen mit dem Namen Dean & Bowes Limited gegründet. Der Gründer Stephen Dean verkaufte die Firma 1999 an eine Investorengruppe namens Lupus Associates.
1999 wurden die Aktien von Dean & Bowes Limited an der Londoner Börse notiert. 2006 wurde Schlegel Building Products erworben, ein Jahr später Laird Security Systems. Im Jahr 2009 wurde ein neuer Vorstand ernannt. 2010 wurde die Strategie der Gruppe neu ausgerichtet, um sich auf die Lieferung technischer Komponenten für die Türen- und Fensterindustrie zu konzentrieren. 2011 folgte der Erwerb von Overland Products, 2012 der Verkauf der Öldienstleistungssparte Gall Thomson und der Erwerb von Fab & Fix. 2013 folgte der Wechsel vom Börsensegment AIM in den Main Market. In diesem Zusammenhang änderte das Unternehmen seinen Namen von Lupus Capital in Tyman plc.
2014 wurde in den USA AmesburyTruth gegründet und in Brasilien Vedasil Brasil gekauft. 2016 wurden Bilco, Giesse und Response Electronics erworben. 2017 folgte Howe Green. Im Jahr 2018 kamen als weitere Neuerwerbungen Ashland, Profab, Reguitti und Zoo Hardware dazu. 2019 wurden die Access 360-Portfoliomarke eingeführt, die die Marken Howe Green, Profab und Bilco UK enthielt. Daneben wurde der Kameraspezialist Y-cam zugekauft. Die jüngste Neuerwerbung ist Lawrence Industries im Jahr 2023.